# Gavin Astor
Pour les autres membres de la famille, voir Famille Astor.
Gavin Astor (1er juin 1918 - 28 juin 1984), 2e baron Astor of Hever (en), est un militaire, homme politique et patron de presse britannique.

## Biographie
Fils de John Jacob Astor V et de Violet Mary Elliot-Murray-Kynynmound (en), il suit ses études au Collège d'Eton et au New College (Oxford), avant de rejoindre les Life Guards, où il atteint le grade de capitaine.
Il est président de Times Publishing Company (en) et du Times Newspapers Ltd.
Il devient High Sheriff du Sussex en 1955.
En 1971, il succède à son père dans le titre de baron Astor of Hever (en) et à la Chambre des lords. Il hérite la même année du château d'Hever.
Il est Lord-lieutenant du Kent de 1972 à 1984.
Marié à Irene Haig (en), fille de Douglas Haig, il est le père de John Astor.

## Sources
- (en) Cet article est partiellement ou en totalité issu de l’article de Wikipédia en anglais intitulé « Gavin Astor » (voir la liste des auteurs).